# Alive Again
Az Alive Again Cher harmadik kislemeze a Living Proof albumról. A dal a 2002-es téli olimpia himnusza volt.

## Információ
Az Alive Againt eredetileg csak Európában akarták kiadni, mivel hasonlított az ott sikert aratott The Music's No Good Without You slágerhez. Miután különböző okok miatt később bocsátották ki, a dal nem lett siker Európában, így kénytelen volt a kiadó Amerikában is kiadni az albumot.
Ezzel megpróbáltak várni, mivel a németeknél és Skandináviában a sláger egyre erősödött, és elérte a top 10-be való bekerülést is, de mivel más európai országokban csak #50-#80 helyezettig jutott,  az album fél évvel később az USA-ban is megjelent.

## Videóklip
Cher egy futurisztikus kék szobában énekli a dalt, miközben folyamatosan változik a parókák színe. A felvételt eredetileg az album tévés reklámozására szánták, de sikere után kibocsátották Európában. Miután kiderült, hogy ki fogják adni, leforgattak egy másikat, melyben ugyanabban a szobában énekel, de csak vörös parókában. Ezek után ismét felvették a klipet, de már egy színpadon, bozontos, szőke parókával.
A klipből részleteket láthattak a nézők Cher búcsúturnéjának intrójában.

## Kiadási forma és számlista
Németországban három dalból álló kislemezen jelent meg, Mexikóban is, de más borítóval. Ezek után egy amerikai rádió pályázatában ezt ajánlotta a téli olimpia himnuszának. A pályázat nyert, de a dal egy 30 másodperccel rövidebb verzióját választották főcímdalnak.
Európai CD kislemez
1. Alive Again – 4:18
2. When You Walk Away (Japán bónuszdal a Living Proofon) – 4:21
3. The Music's No Good Without You (Warren Clarke Vocal Mix) – 9:12

Német kislemez
1. Alive Again – 4:18

Mexikói kislemez
1. Alive Again – 4:18

Promo
1. Alive Again (Radio version) – 3:31

## Remixek
A dalnak csak három hivatalos mixe van: az albumváltozat, a rádióváltozat (mely nem jelent meg a kislemezeken) és a demóváltozat. Illetve a téli olimpián használt 30 másodperccel rövidebb himnusz.
Ezen kivül még több tíz, későbbi remix is létetik, melyek főleg a YouTUBE videomegosztóportálon vannak, de ezek nem hivatalosak.

## Helyezések
| Német kislemez lista                     | 27      |
| Cseh kislemez lista                      | 17      |
| Izraeli kislemez lista                   | 8       |
| Norvég kislemez lista                    | 32      |
| Román kislemez lista                     | 58      |
| Svájci kislemez lista                    | 80      |
| Billboard                                |         |
| U.S. Billboard Hot 100 kislemez eladások | 8       |
| U.S. Billboard Hot Dance Club Play       | 2       |
| U.S. Billboard Hot Dance kislemez lista  | 21      |
| Magyar Toplista                          |         |
| Mahasz                                   | 25      |
| Eladás                                   | Példány |
| Világszerte                              | 500,000 |